# THE FIRST JAPAN ARENA TOUR "SHINee WORLD 2012"
《THE FIRST JAPAN ARENA TOUR "SHINee WORLD 2012"》는 SHINee WORLD II의 일환으로 개최된, 대한민국의 보이 그룹 샤이니의 첫 번째 일본 전국 콘서트 투어이다.

## 개요
2011년 12월 24일, 샤이니 일본 공식 홈페이지는 후쿠오카, 나고야, 오사카, 도쿄, 샷포로, 고베, 히로시마 등의 7개 도시를 순회하는 일본 투어 일정을 공개하였다. 첫번째 투어임에도 현지 팬들의 호응이 좋아 나고야, 오사카, 도쿄에서의 총 6일 간의 공연 일정이 추가되었다. 샤이니는 본 투어를 통해 총 20만여명의 누적 관객을 동원하였다.

## 투어 일정
| 날짜            | 도시     | 장소                                   | 관객 동원     |
| --------------- | -------- | -------------------------------------- | ------------- |
| 2012년 4월 25일 | 복강     | 마린 멧세 후쿠오카                     | 12,000명      |
| 2012년 4월 29일 | 찰황     | 마코마나이 세키스이 하임 아이스 아레나 | 7,000명       |
| 2012년 5월 3일  | 나고야시 | 니혼 가이시 홀                         | 통산 16,000명 |
| 2012년 5월 4일  | 나고야시 | 니혼 가이시 홀                         | 통산 16,000명 |
| 2012년 5월 5일  | 나고야시 | 니혼 가이시 홀                         | 통산 16,000명 |
| 2012년 5월 8일  | 대판     | 오사카 성 홀                           | 통산 24,000명 |
| 2012년 5월 9일  | 대판     | 오사카 성 홀                           | 통산 24,000명 |
| 2012년 5월 10일 | 대판     | 오사카 성 홀                           | 통산 24,000명 |
| 2012년 5월 12일 | 신호     | 고베 월드 기념 홀                      | 통산 14,000명 |
| 2012년 5월 13일 | 신호     | 고베 월드 기념 홀                      | 통산 14,000명 |
| 2012년 5월 26일 | 대판     | 오사카 성 홀                           | 통산 24,000명 |
| 2012년 5월 27일 | 대판     | 오사카 성 홀                           | 통산 24,000명 |
| 2012년 5월 30일 | 동경     | 국립 요요기 경기장 제1체육관           | 통산 72,000명 |
| 2012년 5월 31일 | 동경     | 국립 요요기 경기장 제1체육관           | 통산 72,000명 |
| 2012년 6월 2일  | 동경     | 국립 요요기 경기장 제1체육관           | 통산 72,000명 |
| 2012년 6월 3일  | 동경     | 국립 요요기 경기장 제1체육관           | 통산 72,000명 |
| 2012년 6월 23일 | 동경     | 국립 요요기 경기장 제1체육관           | 통산 72,000명 |
| 2012년 6월 24일 | 동경     | 국립 요요기 경기장 제1체육관           | 통산 72,000명 |
| 2012년 6월 30일 | 광도     | 그린 아레나                            | 통산 18,000명 |
| 2012년 7월 1일  | 광도     | 그린 아레나                            | 통산 18,000명 |

## 세트 리스트
- Opening VCR + Entrance Show (Save 4 The Last) -
- LUCIFER_SHINee WORLD II Ver. (JP)
- Amigo_SHINee WORLD II Ver. (JP)
- JULIETTE_SHINee WORLD II Ver. (JP)

- VCR #2 - 
- The SHINee World_SHINee WORLD II Ver. (JP)

- Ment -

- VCR #2 -
- Always Love (JP)
- Hello (JP)

- VCR #3 -
- Replay - 君は僕のeverything - (JP)

- VCR #4 -
- Turn Up The Music[5](EN/민호 Solo)
- Friend[6](KR/온유 Solo)
- Firework[7](EN/Key Solo)
- Driver's High[8](EN/종현 Solo)
- Get Up[9](EN/태민 Solo)

- VCR #5 -
- Seesaw_SHINee WORLD II Ver. (JP)
- Sherlock (JP)
- Love Like Oxygen_SHINee WORLD II Ver. (JP)

- VCR #6 -
- BETTER (JP)
- Amazing Grace (EN/온유, 종현)

- VCR #7 -
- 혜야 (Y Si Fuera Ella) (KR/종현 Solo)

- VCR #8 -
- Tie a Yellow Ribbon 'Round the Ole Oak Tree[10](EN)
- START (JP)
- JoJo (KR)

- VCR #9 -
- Stranger (JP)
- Ready Or Not (KR)
- Ring Ding Dong_SHINee WORLD II Ver. (KR)
- To Your Heart (JP)
- LUCIFER_SHINee WORLD I Version Highlight Part (JP)

- VCR #10 -
- Kiss Kiss Kiss (JP)

- Encore -
- Stand By Me (JP)
- Bodyguard_SHINee WORLD II Ver. (JP)

- Ment -
- Keeping Love Again (JP)

## 제작
- 샤이니 (온유, 종현, Key, 민호, 태민)
- 주최 : SM 엔터테인먼트 재팬, ON THE LINE
- 후원 : EMI 뮤직 재팬